# Eppie Wietzes
Egbert "Eppie" Wietzes (Assen, 28 de mayo de 1938-c. 11 de junio de 2020) fue un piloto de automovilismo canadiense que condujo entre 1958 y 1987.

## Biografía
Nacido en los Países Bajos, Wietzes emigró con su familia a Canadá con 12 años. Debutó en la Fórmula 1 el 27 de agosto de 1967 con la escudería Team Lotus en el Gran Premio de Canadá. También participó en el Gran Premio de Canadá de 1974 con un Brabham.
En 1981, ganó con un Chevrolet Corvette el campeonato Trans-Am disputado en Estados Unidos.
En 1993, fue incluido en el salón de la fama del automovilismo canadiense.
Fue también reconocido por conducir el primer coche de seguridad en la historia de la F1; un Porsche 914 en el GP canadiense de 1973.
El 11 de junio de 2020 fue anunciado su fallecimiento. Tenía ochenta y dos años.

## Resultados

### Fórmula 1
(Clave) (negrita indica pole position) (cursiva indica vuelta rápida)

| Año     | Escudería             | 1   | 2   | 3   | 4   | 5   | 6   | 7   | 8       | 9   | 10  | 11  | 12  | 13  | 14      | 15  | Pos. | Puntos |
| ------- | --------------------- | --- | --- | --- | --- | --- | --- | --- | ------- | --- | --- | --- | --- | --- | ------- | --- | ---- | ------ |
| 1967    | Team Lotus            | RSA | MON | NED | BEL | FRA | GBR | GER | CAN DSQ | ITA | USA | MEX |     |     |         |     | NC   | 0      |
| 1974    | Team Canada F1 Racing | ARG | BRA | RSA | ESP | BEL | MON | SWE | NED     | FRA | GBR | GER | AUT | ITA | CAN Ret | USA | NC   | 0      |
| Fuente: |                       |     |     |     |     |     |     |     |         |     |     |     |     |     |         |     |      |        |